# The Hardy Boys (Fernsehserie)

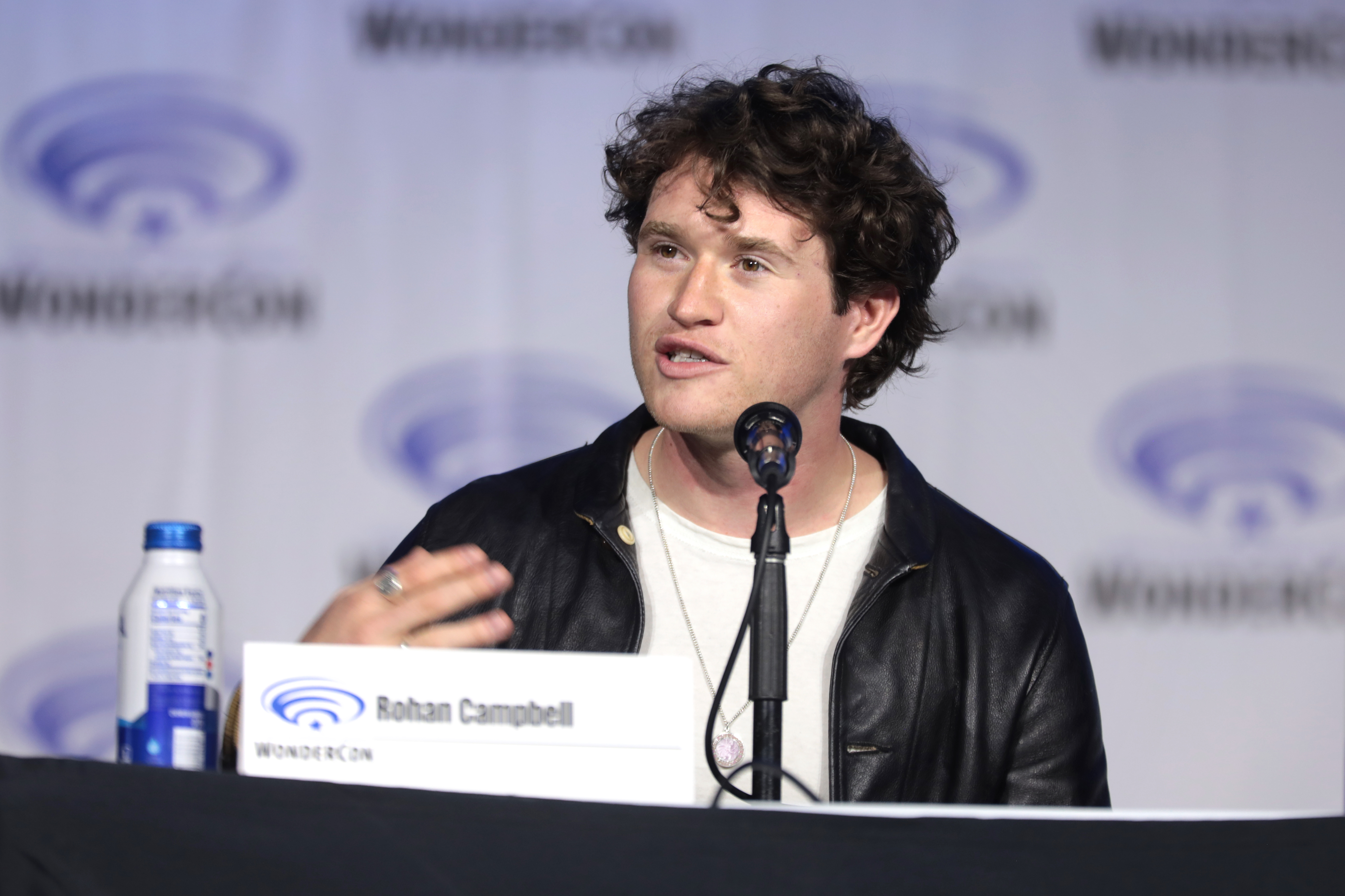
Einer der Hauptdarsteller: Rohan Campbell (2022)

The Hardy Boys ist eine kanadisch-US-amerikanische Jugend-Mystery-Serie, die auf der Jugend-Kriminalromanreihe Hardy Boys basiert, die von Edward Stratemeyer geschaffen wurde. In den Vereinigten Staaten fand die Premiere der Serie am 4. Dezember 2020 auf dem US-amerikanischen Streamingdienst Hulu statt. Im deutschsprachigen Raum erfolgte die Erstveröffentlichung der Serie am 18. Januar 2023 durch Disney+ via Star.
Die Serie wurde mit der dritten Staffel abgeschlossen.

## Handlung
Nachdem die Familienmutter Laura Hardy bei einem Autounfall ums Leben gekommen ist, entschließt sich Vater Fenton dazu, mit seinen beiden Söhnen, dem sechzehnjährigen Frank und seinem zwölfjährigen Bruder Joe, von der Großstadt aufs Land zu ziehen. Nicht gerade besonders angetan von der Idee ihres Vaters, verschlägt es die Hardy-Brüder nach Bridgeport, dem Heimatort ihrer Eltern, wo sie den Sommer bei ihrer Tante Trudy verbringen sollen. Doch statt abzuschalten und einfach den Sommer zu genießen, stürzen sich die Brüder in ein gefährliches und verworrenes Abenteuer, als sie herausfinden, dass ihr Vater, der Polizist ist, die Ermittlungen an einem geheimen Auftrag übernommen hat, der im Zusammenhang mit dem Tod der Mutter steht. Angespornt von diesen Informationen, beginnen die Brüder ihre eigenen Ermittlungen aufzunehmen.

## Besetzung und Synchronisation
Die deutschsprachige Synchronisation entstand nach den Dialogbüchern von Michael Egeler und Katharina von Daake sowie unter der Dialogregie von Michael Egeler und Katharina von Daake durch die Synchronfirma Iyuno-SDI Group Germany in München.

### Hauptdarsteller
| Rolle                   | Schauspieler                  | Synchronsprecher                                           |
| ----------------------- | ----------------------------- | ---------------------------------------------------------- |
| Frank Hardy             | Rohan Campbell                | Benjamin Krause                                            |
| Joe Hardy               | Alexander Elliot              | Benedikt Kienle (Staffel 1) Mio Lechenmayr (Staffel 2 & 3) |
| Fenton Hardy            | James Tupper (Staffel 1)      | Markus Pfeiffer                                            |
| Fenton Hardy            | Anthony Lemke (Staffel 2 & 3) | Markus Pfeiffer                                            |
| Callie Shaw             | Keana Lyn Bastidas            | Marcia von Rebay                                           |
| Gloria Estabrook        | Linda Thorson                 | Madeleine Stolze                                           |
| Gertrude „Trudy“ Hardy  | Bea Santos                    | Angelina Markiefka                                         |
| Chester „Chet“ Morton   | Adam Swain                    | Felix Auer                                                 |
| Philip „Phil“ Cohen     | Cristian Perri                | Tobias John von Freyend                                    |
| JB Cox                  | Atticus Mitchell              | Malte Wetzel                                               |
| Elizabeth „Biff“ Hooper | Riley O’Donnell               | Melanie Olbert                                             |
| Kanika Imani Khan       | Laara Sadiq                   | Maria Magdalena Rabl                                       |
| Jesse Hooper            | Jennifer Hsiung (Staffel 1)   | Shandra Schadt                                             |
| Jesse Hooper            | Alli Chung (Staffel 2 & 3)    | Shandra Schadt                                             |
| Belinda Conrad          | Krista Nazaire                | Jacqueline Belle (Staffel 2) Regina Beckhaus (Staffel 3)   |
| Lucy Wayne              | Sadie Munroe                  | Anouk Elias                                                |
| Dennis Gilroy           | Leonidas Castrounis           | Max Schira                                                 |
| Hurd Sparewell          | Ari Cohen                     | Thomas Wenke                                               |
| Drew „Darrow“ Sparewell | Bailee Madison                | Alice Bauer                                                |

### Nebendarsteller
| Rolle                   | Schauspieler         | Synchronsprecher                                              |
| ----------------------- | -------------------- | ------------------------------------------------------------- |
| Adrian Munder           | Jake Epstein         | Andreas Thiele                                                |
| Angela Todd             | Sima Sepehri         | Anke Kortemeier                                               |
| Aaron Munder            | Anton Gillis-Adelman | Leonard Rosemann                                              |
| Bob Carpenter           | Sergio Di Zio        | Alexander Brem                                                |
| Brian Conrad            | Milton Barnes        | Josef Vossenkuhl                                              |
| Dean Adelia Kurt        | Rachel Wilson        | Caroline Ebner                                                |
| Dean McFarlane          | Frank Licari         | Martin Halm                                                   |
| Deputy Con Riley        | Raven Dauda          | Susanne von Medvey                                            |
| Donald Dukay            | John Daniel          | Henry Engels                                                  |
| Dr. Vivian Burelli      | Michelle Giroux      | Melanie Manstein                                              |
| Ezra Collig             | Bill Lake            | Walter von Hauff                                              |
| George Estabrook        | Philip Craig         | Gudo Hoegel                                                   |
| George Estabrook (jung) | Gray Powell          | Frank Schaff                                                  |
| Gloria Estabrook (jung) | Stephanie Moran      | Madeleine Stolze                                              |
| Krassner                | Matthew MacFadzean   | Mike Carl                                                     |
| Laura Hardy             | Janet Porter         | Angela Wiederhut                                              |
| Lola Burton             | Brittany Raymond     | Anna Ewelina                                                  |
| Mack Malone             | Mal Dassin           | Julian Manuel                                                 |
| Olivia Kowalski         | Tara Yelland         | Stephanie Kellner                                             |
| Samuel „Sam“ Peterson   | Jim Codrington       | Ole Pfennig                                                   |
| Stacy Baker             | Rachel Drance        | Ilena Gwisdalla                                               |
| Stefan                  | Ric Garcia           | Gerd Meyer                                                    |
| Vanessa Bender          | Madison Brydges      | Maresa Sedlmeir                                               |
| William Vogel           | Steven McCarthy      | Mike Carl                                                     |
| Wilt                    | Philip Williams      | Hans-Rainer Müller (Staffel 1) Alexander Pelz (Staffel 2 & 3) |
| Agent Driscoll          | Joe Dinicol          | Andrés Mendez                                                 |
| Ms. Kane                | Megan Trimble        | Marget Flach                                                  |
| Schwester Cody          | Kim Nelson           | Geraldine Guillaume                                           |

### Episodendarsteller
| Rolle                          | Schauspieler          | Synchronsprecher     |
| ------------------------------ | --------------------- | -------------------- |
| Adams                          | Sean James            | Dirk Meyer           |
| Ahmed Khan                     | Vijay Mehta           | Thomas Wenke         |
| Anya Kowalski                  | Joan Gregson          | Dagmar Dempe         |
| Aucoin                         | Tyler Murree          | Manfred Trilling     |
| Bill Cullmore                  | Scott Edgecombe       | Thomas Rauscher      |
| Billy                          | André Dae Kim         | Maximilian Belle     |
| Cadmus Quill                   | Raoul Bhaneja         | Claus-Peter Damitz   |
| Captain Ben Carter             | Victor Ertmanis       | Willi Röbke          |
| Cory                           | Jordan Kronis         | Louis Veronik        |
| Curtis                         | Andrei Maris          | Mio Lechenmayr       |
| Drew „Darrow“ Sparewell (jung) | Alyssa Gervasi        | Amira Leisner        |
| Dukay                          | Hudson Greenough      | Mio Lechenmayr       |
| Emma „Em“                      | Alexandra Beaton      | Zina Laus            |
| Erica                          | Amanda Cheung         | Katharina von Daake  |
| Ern Cullmore                   | Sean Dolan            | Felix Mayer          |
| Laura (jung)                   | Elyssa Donovan        | Nicolle Gonsior      |
| Lindy                          | Erin Noble            | Simone Brahmann      |
| Nigel                          | Mark Sparks           | René Oltmanns        |
| Rupert Khan                    | Saad Siddiqui         | Stefan Günther       |
| Sandra                         | Charolette Lai        | Patricia Strasburger |
| Sergei Nabokov                 | Marvin Kaye           | Christian Jungwirth  |
| Shawna Mayer                   | Tara Paterson         | Karolina Nägele      |
| Stavros Vasili                 | Sean Colby            | Patrick Roche        |
| Steve Shaw                     | Noam Jenkins          | Claus-Peter Damitz   |
| Tad Carson                     | Kaleb Horn            | Kevin Iannotta       |
| Tan Likely                     | Fuad Ahmed            | Arne Hörmann         |
| Tess Owens                     | Danielle Verayo       | Katharina von Daake  |
| Tom Elroy                      | Ian Matthews          | Stefan Lehnen        |
| Ballonspielleiter              | Daveed Louza          | Matthias Kupfer      |
| Bibliothekarin                 | Nadine Whiteman Roden | Sandra Schwittau     |
| Dr. Grafton                    | Andrew Moodie         | Marc Rosenberg       |
| Flugbegleiterin                | Sana Asad             | Maresa Sedlmeir      |
| Gameshow-Moderator             | Justin Landry         | Marc Rosenberg       |
| Ms. Diaz                       | Talon Queffelec       | Sonja Reichelt       |
| Polizist                       | Diego Fuentes         | Pascal Breuer        |
| Frank Hardy (als Kind)         |                       | Leon von Daake       |

## Episodenliste

### Staffel 1
| Nr. (ges.) | Nr. (St.) | Deutscher Titel             | Originaltitel                  | Erstveröffentlichung (USA) | Deutschsprachige Erstveröffentlichung (D/A/CH) | Regie        | Drehbuch                     |
| ---------- | --------- | --------------------------- | ------------------------------ | -------------------------- | ---------------------------------------------- | ------------ | ---------------------------- |
| 1          | 1         | Willkommen in eurem Leben   | Welcome to Your Life           | 4. Dez. 2020               | 18. Jan. 2023                                  | Jason Stone  | Steve Cochrane               |
| 2          | 2         | Wo die Dunkelheit herrscht  | Where the Light Can’t Find You | 4. Dez. 2020               | 18. Jan. 2023                                  | Jason Stone  | Steve Cochrane & Jason Stone |
| 3          | 3         | Vom Frieden und Vergnügen   | Of Freedom and Pleasure        | 4. Dez. 2020               | 18. Jan. 2023                                  | Jason Stone  | Sandra Chwialkowska          |
| 4          | 4         | Geheimnisse und Lügen       | Secrets and Lies               | 4. Dez. 2020               | 18. Jan. 2023                                  | Jeff Renfroe | Avrum Jacobson               |
| 5          | 5         | Der tote Briefkasten        | The Drop                       | 4. Dez. 2020               | 18. Jan. 2023                                  | Jeff Renfroe | Mike Kiss                    |
| 6          | 6         | Der Tag der Prüfung         | In Plain Sight                 | 4. Dez. 2020               | 18. Jan. 2023                                  | Jeff Renfroe | Jennifer Daley               |
| 7          | 7         | Eine Gestalt im Verborgenen | A Figure in Hiding             | 4. Dez. 2020               | 18. Jan. 2023                                  | Melanie Orr  | Sabrina Sherif               |
| 8          | 8         | Was in Bridgeport geschah   | What Happened in Bridgeport    | 4. Dez. 2020               | 18. Jan. 2023                                  | Melanie Orr  | Jay Vaidya                   |
| 9          | 9         | Der Schlüssel               | The Key                        | 4. Dez. 2020               | 18. Jan. 2023                                  | Melanie Orr  | Ken Cuperus                  |
| 10         | 10        | Der geheime Raum            | The Secret Room                | 4. Dez. 2020               | 18. Jan. 2023                                  | Casey Walker | Avrom Jacobson               |
| 11         | 11        | Kein Ausweg                 | No Getting Out                 | 4. Dez. 2020               | 18. Jan. 2023                                  | Casey Walker | Mike Kiss                    |
| 12         | 12        | Auge um Auge                | Eye to Eye                     | 4. Dez. 2020               | 18. Jan. 2023                                  | Jason Stone  | James Hurst                  |
| 13         | 13        | Während die Uhr tickt       | While the Clock Ticked         | 4. Dez. 2020               | 18. Jan. 2023                                  | Jason Stone  | Sabrina Sherif               |

### Staffel 2
| Nr. (ges.) | Nr. (St.) | Deutscher Titel           | Originaltitel           | Erstveröffentlichung (USA) | Deutschsprachige Erstveröffentlichung (D/A/CH) | Regie            | Drehbuch                        |
| ---------- | --------- | ------------------------- | ----------------------- | -------------------------- | ---------------------------------------------- | ---------------- | ------------------------------- |
| 14         | 1         | Das Verschwinden          | A Disappearance         | 6. Apr. 2022               | 18. Jan. 2023                                  | Jason Stone      | Chris Pozzebon                  |
| 15         | 2         | Widersprüchliche Aussagen | Conflicting Reports     | 6. Apr. 2022               | 18. Jan. 2023                                  | Jason Stone      | Nile Seguin & Heather Taylor    |
| 16         | 3         | Die verschwundene Kamera  | The Missing Camera      | 6. Apr. 2022               | 18. Jan. 2023                                  | James Genn       | Laura Seaton & Madeleine Lambur |
| 17         | 4         | Ein Hinweis auf Kassette  | A Clue On Film          | 6. Apr. 2022               | 18. Jan. 2023                                  | James Genn       | Sabrina Sherif                  |
| 18         | 5         | Kurs auf Zerstörung       | Heading for Destruction | 6. Apr. 2022               | 18. Jan. 2023                                  | Melanie Scrofano | Chris Pozzebon                  |
| 19         | 6         | Jagd auf den Eindringling | Hunting an Intruder     | 6. Apr. 2022               | 18. Jan. 2023                                  | Melanie Scrofano | Chris Pozzebon                  |
| 20         | 7         | Wie vom Arzt verschrieben | The Doctor’s Orders     | 6. Apr. 2022               | 18. Jan. 2023                                  | Melanie Orr      | Nile Seguin                     |
| 21         | 8         | Mitternachtsschreck       | A Midnight Scare        | 6. Apr. 2022               | 18. Jan. 2023                                  | Melanie Orr      | Laura Seaton & Heather Taylor   |
| 22         | 9         | Gefangen!                 | Captured!               | 6. Apr. 2022               | 18. Jan. 2023                                  | Jason Stone      | Ramona Barckert                 |
| 23         | 10        | Eine unerwartete Rückkehr | An Unexpected Return    | 6. Apr. 2022               | 18. Jan. 2023                                  | Jason Stone      | Chris Pozzebon                  |

### Staffel 3
| Nr. (ges.) | Nr. (St.) | Deutscher Titel       | Originaltitel         | Erstveröffentlichung (USA) | Deutschsprachige Erstveröffentlichung (D/A/CH) | Regie            | Drehbuch         |
| ---------- | --------- | --------------------- | --------------------- | -------------------------- | ---------------------------------------------- | ---------------- | ---------------- |
| 24         | 1         | Ein merkwürdiges Erbe | A Strange Inheritance | 26. Juli 2023              | 2. Apr. 2025                                   | Jason Stone      | Chris Pozzebon   |
| 25         | 2         | Auf der Flucht        | A Vanishing Act       | 26. Juli 2023              | 2. Apr. 2025                                   | Jason Stone      | Chris Pozzebon   |
| 26         | 3         | Ärger auf Ansage      | A Promise of Trouble  | 26. Juli 2023              | 2. Apr. 2025                                   | Felipe Rodríguez | Laura Seaton     |
| 27         | 4         | Der Einschlag         | The Crash             | 26. Juli 2023              | 2. Apr. 2025                                   | Felipe Rodríguez | Ramona Barckert  |
| 28         | 5         | Enthüllungen          | Revelation            | 26. Juli 2023              | 2. Apr. 2025                                   | Jason Stone      | Ramona Barckert  |
| 29         | 6         | Im Netz der Spinne    | The Spider’s Net      | 26. Juli 2023              | 2. Apr. 2025                                   | Melanie Orr      | Madeleine Lambur |
| 30         | 7         | Im alten Haus         | At The Old House      | 26. Juli 2023              | 2. Apr. 2025                                   | Jason Stone      | Chris Pozzebon   |
| 31         | 8         | Ein wilder Ritt       | A Wild Ride           | 26. Juli 2023              | 2. Apr. 2025                                   | Melanie Orr      | Chris Pozzebon   |